# Rolando Castello Junior
Rolando Castello Junior (n. 1958, Brasil) es un baterista brasilero de extensa trayectoria no solo en su país sino también en México, Argentina y Estados Unidos.

## Biografía
Comenzó sus estudios musicales a los 13 años, motivado en superar las secuelas de la poliomielitis en su brazo derecho, se dedicó a la práctica de la batería, e integró varias bandas Sao Paulo, entre ellas, The Box con Guilherme Arantes y Kadu Moliterno.
En 1970 se mudó a México, donde conoció una nueva realidad musical por la gran cantidad de grabaciones y equipamientos disponibles. Fue invitado a tocar en La Parada Suprimida y Tri (Three Souls in my Mind), y formó más tarde Tarântula.
De regreso en Brasil, Rolando Castello Junior formó con el guitarrista Luis Chagas una banda de rock pesado. Durante ese mismo período, grabó en bandas sonoras para teatro y participó en festivales de música de la universidad y diversos espectáculos. Se unió a la banda “Made in Brazil” y tocó también con Eduardo Araujo y Roberto Sa en conciertos y grabó jingles en los estudios “Vice Versa", en Sao Paulo.
En 1976 se traslada a Estados Unidos donde tocó en la banda Elmo Flick en Maryland, y tras regresar a Brasil fue invitado en 1977 a ser parte del power trío Aeroblus con Pappo y Alejandro Medina. Registraron un único álbum con la grabadora Phillips e hicieron docenas de shows en Buenos Aires y sus alrededores, pero el grupo se disolvió a fines de 1977.
En 1977, fundó una nueva banda con Arnaldo Baptista (Mutantes), llamada Patrulha do Espaço (Patrulla del Espacio). Así él junto a Arnaldo Baptista, John Flavin (“Secos e Molhados”) y Gennari Oswaldo grabaron, a continuación, los álbumes Elo Perdido - Arnaldo e a Patrulha do Espaço y Faremos Uma Noitada Excelente. Con Patrulha do Espaço, Rolando Castello Junior realizó la producción y grabación de dieciséis álbumes, en donde él mismo trabajó en la fotografía y eaboración de textos que describieron el proceso creativo de las grabaciones de las obras musicales.
En 1985 tocó con la banda Inox, una de las más populares del hard rock en Brasil, con un álbum editado por Epic/CBS.
Durante los años 80 se dedicó a fabricar baterías y creó un sello independiente Vinil Urbano, con el cual editó álbumes de Arnaldo y Patrulha do Espaço y una colección de rock curitibano como Cemitério de Elefante.
Entre 1989 y 1995, produjo conciertos de André Christovan Rosario, Terço, Golpe de Estado, David Byrne e Legião Urbana.
Realiza talleres en Brasil, celebrada una serie de ellos para las marcas Remo, Zildjian, así como de Pearl, Fender entre otros. Tiene los talleres workshops en cinco ediciones de Expo Music, la feria de música más grande del país (SP), entre otros participaron Stu Ham y Frank Solari.
Produjo también en este período, la primera, segunda y tercera reunión de bateristas de Curitiba, con la participación grandes nombres de la música y el disco de la banda Relespublica.
Está en pareja con Marta Benévolo, quien la conoció en Brasillia.